# De extremisten van Amsterdam

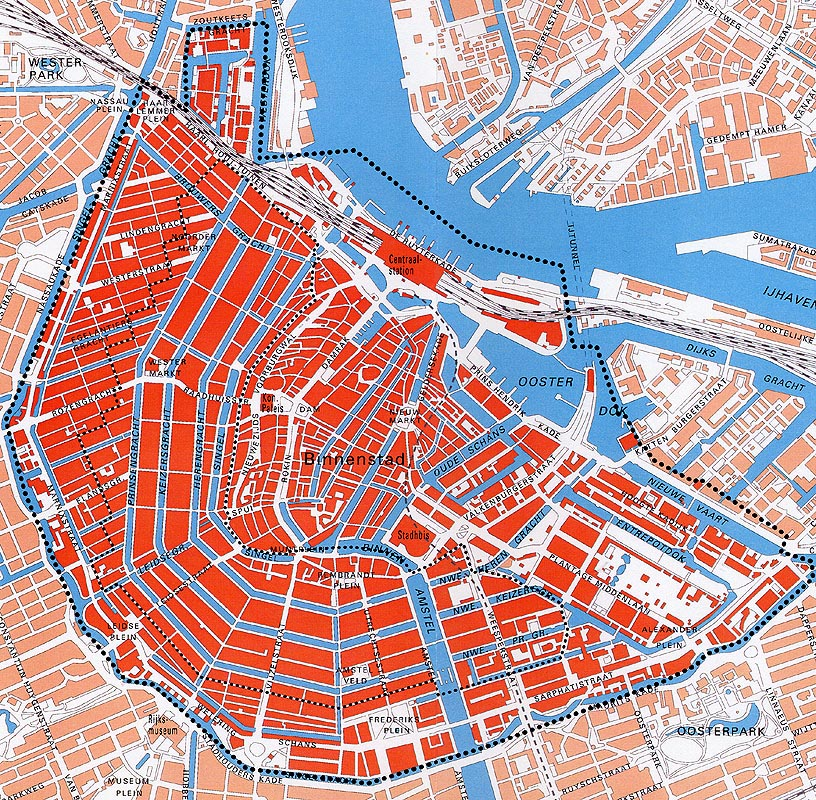
Een centrumkaart van Amsterdam.

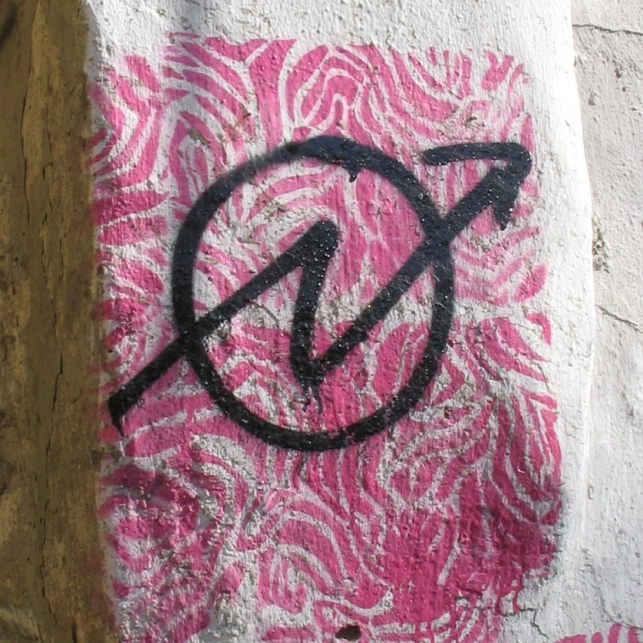
Een symbool van de kraakbeweging.

De extremisten van Amsterdam is een spionageroman van auteur Gérard de Villiers en het 75e deel uit de S.A.S.-reeks met als protagonist de Oostenrijkse prins en freelance CIA-agent Malko Linge.

## Het verhaal
De door de NAVO in Rotterdam gedetacheerde sergeant Tom Wonder is smoorverliefd op de wonderschone Erika van Deyssel. Erika maakt echter deel uit van “Strijders voor de Vrede”, een links-radicale groepering en haar “liefde” is echter niet geheel belangeloos. Via Wonder kan zij de hand leggen op geheime militaire documenten die van doorslaggevende betekenis zijn voor het succesvol kunnen uitvoeren van aanslagen op militaire doelwitten.
Dan wordt Wonder vermoord aangetroffen en de CIA vermoedt dat Erika van Deysel hierbij betrokken is.
De CIA stuurt Malko naar Amsterdam waar hij contacten legt met leden uit de kraakbeweging en links-radicale groeperingen. Malko ontdekt dat Erika mogelijk meerdere moorden op haar geweten heeft.

## Personages
- Malko Linge, een Oostenrijkse prins en CIA-agent;
- Tom Wonder, een in Rotterdam gedetacheerde NAVO-sergeant;
- Erika van Deyssel, een lid van de kraakbeweging en links-radicaal;
- Marit van Deyssel, een barones en moeder van Erika.